# Verona (Missisipi)
Verona – miasto w Stanach Zjednoczonych, w stanie Missisipi, w hrabstwie Lee.